# Thor Corps
Thor Corps è un supergruppo della Marvel Comics formato da Thor e dagli altri personaggi che possiedono i poteri del dio asgardiano: l'alieno Beta Ray Bill, Eric Masterson alias Thunderstrike e Dargo Ktor, il Thor del futuro.

## Storia del gruppo
Eric Masterson, alias il nuovo Thor (prima di divenire Thunderstrike), era alla ricerca del Thor originale, che era misteriosamente scomparso e di cui non si avevano più tracce (in realtà era rinchiuso nel suo subconscio), quando venne attaccato da Dargo Ktor, che venne nel passato credendo che Eric fosse un impostore che avesse ucciso il Dio del Tuono originale per prenderne il posto.
Lo scontro tra i due provocò delle vibrazioni cosmiche che vennero avvertite dal martello di Beta Ray Bill, che li raggiunse per fermare la rissa tra i due. Dargo Ktor spiegò di essere stato plagiato da Zarrko, l'uomo del domani. Così i tre si chiarirono e formarono una squadra, dove Bill ha quasi assunto il ruolo di "fratello maggiore" degli altri due, pronto a dividere Dargo ed Eric, le cui nature impulsive li rende molto simili ma sempre pronti ad litigare tra loro. Roteando i martelli incantati, tutti insieme riuscirono a teletrasportarsi nel futuro, dove trovarono Zarrko. I tre Thor insieme riuscirono ad avere la meglio su Zarrko ed i suoi alleati (Cobra, Demonstaff, Skurge l'Esecutore, il Gargoyle Grigio, Loki, Mercurio, Shatterfist, Tyrus (Troll delle rocce) e Uroc (Troll delle rocce)) e lo sconfissero.
In seguito, Dargo fu nuovamente affiancato da Eric Masterson (che aveva assunto il nome di Thunderstrike) e Beta Ray Bill quando Demonstaff rapì Salla (sua moglie) e gli impose di viaggiare nel tempo per andare a salvare sua moglie Ellene. La donna in realtà non aveva bisogno di alcun aiuto, essendosi alleata a Kargul, signore del regno in cui si trovava. Insieme, Dargo, Eric e Beta Ray Bill riuscirono a evocare il Thor originale e a sconfiggere Demonstaff.
Anche se ognuno dei componenti ha sempre preferito operare in solitario, il legame spirituale tra i tre è molto forte, ed il terzetto si è unito in diverse occasioni, pur non diventando mai un gruppo ufficiale come i Vendicatori o i Fantastici Quattro.